# Parisskolan
Parisskolan, École de Paris, är en gemensam benämning på konstriktningar som under 1900-talet uppstod i Paris och vilka hade sitt centrum där. De involverade konstnärerna skingrades till stor del under andra världskriget. Till Parisskolan räknas fauvism, kubism, surrealism med flera. Parisskolan är ibland även benämning på det miniatyrmåleri som utvecklades i Paris på 1500-talet.

## Den moderna Parisskolan
Begreppet Parisskolan beskriver inte någon konströrelse eller institution, utan vittnar om vikten av Paris som centrum för den västerländska konsten under de första decennierna av 1900-talet. Mellan 1900 och 1940 blev staden en magnet för konstnärer från hela världen och ett centrum för konstnärlig verksamhet. Parisskolan användes för att beskriva denna breda tillhörigheten, särskilt av icke-franska konstnärer.
Gruppen av icke-franska konstnärer i Paris före första världskriget skapade i stilar som postimpressionism, kubism, fauvism, och omfattar konstnärer som Pablo Picasso, Marc Chagall, Amedeo Modigliani och Piet Mondrian. Franska konstnärer var bland andra Pierre Bonnard, Henri Matisse, Jean Metzinger, Maurice Utrillo och Albert Gleizes. Picasso och Matisse har beskrivits som skolans ”två hövdingar”.
Många av dessa konstnärer, inklusive Jean Arp, Robert Delaunay, Sonia Delaunay, Joan Miró, Constantin Brancusi, Raoul Dufy, Tsuguharu Foujita, Emmanuel Mané-Katz, och konstnärer från Vitryssland, som Chaim Soutine, Michel Kikoine, Pinchus Kremegne, Ossip Zadkine, Jacques Lipchitz, den ryske prinsen, född i Sankt Petersburg, Alexis Arapoff, den polske konstnären Marek Szwarc och andra, arbetade i Paris under mellankrigstiden, i olika stilar som surrealism och dadaism. En betydande grupp judiska konstnärer som arbetade tillsammans kom att bli känd som den judiska Parisskolan. I denna ingick Mané-Katz, Soutine, Marc Chagall, Moise Kisling och Jules Pasci.
Post-World War II , termen "New School of Paris" hänvisade ofta till tachism, och lyrisk abstraktion, en europeisk parallellt med amerikansk abstrakt expressionism. Dessa artister inkluderar återigen utländska och är också släkt med
Efter andra världskriget (Après-guerre) dyker termen "Den nya Parisskolan" upp, som ofta hänvisar till stilar som tachism och lyrisk abstraktion, och fungerade som den europeiska parallellen till amerikansk abstrakt expressionism. Dess konstnärer var också relaterade till Cobra. Viktiga företrädare var bland andra Jean Dubuffet, Zoran Musik, Pierre Soulages, Nicolas de Staël, Hans Hartung, Serge Poliakoff, Bram van Velde, Georges Mathieu och Jean Messagier. Många av deras utställningar ägde rum på Galerie de France i Paris.

## Medeltida illuminatorer
Parisskolan hänvisar också till de många manuskriptilluminatorer, vars identiteter är till stor del okända, som gjorde Paris till ett internationellt viktigt centrum för upplysning om de romanska och gotiska perioderna av medeltiden, och en bit in i renässansen. De mest kända av dessa konstnärer var Jean Pucelle och Jean Fouquet. Bröderna Limbourg, ursprungligen från Nederländerna, tillbringade även tid i Paris, liksom Burgund och Bourges, men deras stil är inte typisk för den tidens Paris. Många av målarna i Parisateljéerna var därtill kvinnor.